# 许焕
许焕（？—？），太仓人，是一名清朝政治人物。
许焕曾于康熙九年接替慕天颜任兴化府知府一职，康熙十六年由卞永誉接任。